# Torger Nergård
Torger Nergård, född den 12 december 1974 i Trondheim i Norge, är en norsk curlingspelare.
Han tog OS-guld i herrarnas curlingturnering i samband med de olympiska curlingtävlingarna 2002 i Salt Lake City.
Han tog därefter OS-silver i samma gren i samband med de olympiska curlingtävlingarna 2010 i Vancouver.